# Gökhan Zan
Gökhan Zan (Antiochië, 7 september 1981) is een Turks voormalig voetballer die doorgaans speelde als centrale verdediger en politicus. Als speler kwam hij tussen 1999 en 2015 uit voor Hatayspor, Çanakkale Dardanelspor, Beşiktaş, Gaziantepspor en Galatasaray. Zan maakte in 2009 zijn debuut in het Turks voetbalelftal, waarvoor hij tot 2013 vijfendertig interlands speelde.

## Clubcarrière
In 2009 verkaste Zan transfervrij naar Galatasaray. Hij had bij landskampioen Beşiktaş een contract voor een jaar met daarbij een optie tot een jaar verlenging. Beşiktaş verlengde die verbintenis niet, waardoor hij naar Galatasaray kon vertrekken. Zijn waarde werd geschat op vierenhalf miljoen euro ten tijde van de transfer. Zan was de eerste aanwinst van nieuwe trainer Frank Rijkaard. Zes jaar later stopte de verdediger als professioneel voetballer.

## Interlandcarrière
Zan maakte zijn debuut in het Turks voetbalelftal op 1 maart 2006, toen met 2–2 gelijkgespeeld werd tegen Tsjechië. Karel Poborský en Jiří Štajner zetten de Tsjechen op voorsprong, maar door twee doelpunten in de laatste tien minuten van invaller Ümit Karan werd het nog gelijk. Zan mocht van bondscoach Fatih Terim in de basis starten en hij speelde het gehele duel mee. De andere debutanten dit duel waren Uğur Boral (Gençlerbirliği) en Gökhan Ünal (Kayserispor). Op het Europees kampioenschap voetbal 2008 nam hij onder meer deel aan de kwartfinale tegen Kroatië. Deze wedstrijd werd (na een 1-1 gelijkspel) door Turkije gewonnen na het nemen van strafschoppen. Hij speelde ook in de halve finale tegen Duitsland in Bazel. Deze wedstrijd werd echter verloren met 3-2.

## Erelijst
| Competitie     |          |                         |          |          |
| Competitie     | Aantal   | Jaren                   |          |          |
| Beşiktaş       | Beşiktaş | Beşiktaş                | Beşiktaş | Beşiktaş |
| -------------- | -------- | ----------------------- | -------- | -------- |
| Süper Lig      | 1        | 2008/09                 |          |          |
| Türkiye Kupası | 3        | 2005/06 2006/07 2008/09 |          |          |
| Süper Kupası   | 1        | 2006                    |          |          |
| Galatasaray    |          |                         |          |          |
| Süper Lig      | 3        | 2011/12 2012/13 2014/15 |          |          |
| Türkiye Kupası | 2        | 2013/14 2014/15         |          |          |
| Süper Kupası   | 2        | 2012 2013               |          |          |

## Politiek
Na de aardbeving Turkije begin 2023 kwam Zan, die afkomstig is uit Antiochië, een van de zwaarst getroffen gebieden, veel in het nieuws vanwege zijn steun aan de slachtoffers en zijn kritiek op de overheid. Op 22 maart 2023 werd hij samen met zijn vrouw lid van de İYİ Partij en kwam op de kandidatenlijst van de provincie Hatay. Hij werd echter niet verkozen tot het Turkse parlement. In december van dat jaar vertrok hij weer uit de partij, omdat hij naar eigen zeggen alleen lid werd om een stem te zijn voor de slachtoffers van de aardbeving in het parlement.
In februari 2024 stelde hij zich namens de Turkse Arbeiderspartij kandidaat om burgemeester te worden van Hatay.